# 古賀道雄
古賀 道雄（こが みちお、1943年（昭和18年）11月25日 - ）は、日本の政治家。元福岡県大牟田市長（第25・26・27代）、元大牟田市議会議員（3期）。旭日小綬章。

## 来歴
1943年（昭和18年）福岡県生まれ。福岡県立伝習館高等学校を卒業後、早稲田大学第一政治経済学部政治学科に進学。1966年（昭和41年）3月に卒業し、同年4月、三井金属鉱業株式会社に就職。1989年（平成元年）10月、同社三池事務所の所長に就任。 
1991年（平成3年）5月2日、大牟田市議会議員に就任。同市議会議員を3期12年務める。2002年（平成14年）9月には、三井金属鉱業株式会社を退職。
2003年（平成15年）5月1日、任期満了により市議を辞職。同年11月16日に行われた大牟田市長選挙に無所属で出馬。自民党・公明党・社民党の推薦を得た現職の栗原孝を僅差で破り初当選（古賀：28,151票、栗原：26,553票）。投票率は49.57％だった。12月3日、市長に就任。
2007年（平成19年）、2期目の当選。2011年（平成23年）、3期目の当選。
2015年（平成27年）8月4日、市役所で記者会見を開き、次期市長選に立候補しないことを表明した。同年12月2日を以て退任。
2016年 秋の叙勲で地方自治功労により旭日小綬章を受章。
2019年（令和元年）11月17日に行われた大牟田市長選挙に立候補するも、自民党・公明党の推薦を受けた元県職員の関好孝に敗れた。

## 著書
- 『財政再建から市民協動のまちへ：サラリーマン市長が語る地方自治の実像』（海鳥社 2016年10月）ISBN 978-4874159866